# Johan Hendrik Garms
Johan Hendrik Garms, beter bekend als J.H. Garms jr.,  (Amsterdam, 3 december 1867 - Velsen, 27 juli 1933) was een Nederlands muziekpedagoog en musicus.
Hij was zoon van kantoorbediende en latere koopman in koffie Johan Heinrich Garms en Elisabeth Hendrika Slokkenbier. Het gezin woonde enige tijd aan de Palmgracht en Westermarkt. Kunstschilder Coenraad Matthias Garms is een oudere broer van hem. Zijn jongere zuster Johanna Catharina Anthonia Garms (1872-1942) was een concertzangeres, aldus haar trouwakte. Hijzelf bleef vermoedelijk ongehuwd. Hij werd begraven op De Nieuwe Ooster.
Hij was in basis autodidact, maar werd daarna leerling van Gustaaf Adolf Heinze en Frans Coenen. Een vervolgstudie vond plaats aan het Conservatorium in Leipzig bij de Salomon Jadassohn. Hij werd in 1897 vervolgens privémuziekleraar, maar trad ook toe tot het lerarenkorps van "Vereeniging tot beoefening van vocale en dramatische kunst" van Cateau Esser. Hij gaf er lessen in harmonieleer, contrapunt en compositieleer. In 1898 was hij samen met Ary Belinfante oprichter van de "Vereeniging van muziekonderwijzers en onderwijzeressen" afdeling Amsterdam en later bestuurslid, archivaris en bibliothecaris van het "Nederlandsch Muziekpaedagogisch Verbond". Ook was hij betrokken bij de oprichting van de "Nederlandse Klokkenspel-Vereniging".
Hij schreef ook enkele composities waaronder een drietal liederen, een Kyrie Christi en een aantal sonaten voor twee fluiten. Voorts schreef hij 
- Toonladder-, interval- en akkoordwijzer (1887)
- Inleiding in de theorie der muziek (1897)
- Het notenschrift, inleiding bij het eerste klavieronderricht van Czerny
- Over straatuitroepen en primitieve muziek (1909)
- Amsterdamsche schutterij-marschen voor klavier bewerkt door J. H. Garms jr. (1912)
- Het maken van een inhoudsopgave van melodieën (1925)

Daarnaast schreef hij artikelen voor diverse muziektijdschriften, waaronder Caecilia en Het muziekcollege.